# Asia de Sud-Est
Asia de Sud-Est este o parte a continentului asiatic care cuprinde teritorii și state aflate la est de  India, la nord de Australia și la sud de China. Regiunea se poate subîmpărți într-o zonă continentală (în principal Peninsula Malacca și Peninsula Indochina) și una insulară cu arhipelagurile mai importante: Arhipelagul Indonezian, Arhipelagul Malaezian și Arhipelagul Filipinelor.

## State
| - Brunei - Indonezia - Cambodgia - Laos - Malaysia - Myanmar (nume vechi: Birmania sau Burma) | - Timorul de Est (oficial Timor-Leste) - Filipine - Singapore - Thailanda (nume vechi: Siam) - Vietnam |